# Solenodon marcanoi
El almiquí de Marcano (Solenodon marcanoi) es una especie extinta de mamífero de la familia Solenodontidae. Es conocido a partir de restos del esqueleto hallados en la isla de La Española. Los restos fueron hallados en asociación con los de ratas pertenecientes al género Rattus, lo que sugiere que el almiquí de Marcano sobrevivió hasta la época de la colonización europea de la isla. Era menor que las otras dos especies actuales del género Solenodon.
Como otras especies de almiquí, eran un mamífero nocturno que vivía en madrigueras, similar a una musaraña con un hocico alargado, alimentándose de insectos. Los almiquíes están entre las pocas especies de mamíferos que poseen una mordida venenosa.